# Donnington Castle
Donnington Castle är ett slott i Storbritannien.   Det ligger i kommunen West Berkshire i riksdelen England, i den södra delen av landet, 80 km väster om huvudstaden London. Donnington Castle ligger 117 meter över havet.
Terrängen runt Donnington Castle är platt. Runt Donnington Castle är det ganska tätbefolkat, med 239 invånare per kvadratkilometer. Närmaste större samhälle är Newbury, 2,2 km söder om Donnington Castle. Omgivningarna runt Donnington Castle är en mosaik av jordbruksmark och naturlig växtlighet.